# Rawson (North Dakota)
Rawson is een plaats (city) in de Amerikaanse staat North Dakota, en valt bestuurlijk gezien onder McKenzie County.

## Demografie
Bij de volkstelling in 2000 werd het aantal inwoners vastgesteld op 6.

## Geografie
Volgens het United States Census Bureau beslaat de plaats een oppervlakte van
0,6 km², geheel bestaande uit land.

## Plaatsen in de nabije omgeving
De onderstaande figuur toont nabijgelegen plaatsen in een straal van 40 km rond Rawson.